# Liste der Monuments historiques in Aubaine
Die Liste der Monuments historiques in Aubaine führt die Monuments historiques in der französischen Gemeinde Aubaine auf.

## Liste der Immobilien
| Bezeichnung                     | Beschreibung | Standort                             | Kennzeichnung | Schutzstatus | Datum | Bild |
| ------------------------------- | --- | ------------------------------------ | ------------- | ------------ | ----- | ---- |
| Grenzsteine des Forêt de Crépey | 36 Grenzsteine, 16. und 17. Jahrhundert; an den Gemarkungsgrenzen zu Bligny-sur-Ouche, Bessey-en-Chaume und Bouilland | südlich und östlich des Ortes (Lage) | PA21000068    | Inscrit      | 2012  |      |